# Velký Luh (nádraží)
Velký Luh byla dopravna D3, která se nacházela v km 11,710 až 12,216 (polohy lichoběžníkových tabulek) trati Tršnice – Luby u Chebu. Dopravna přestala být obsluhována v roce 2019. Nacházela se u obce Velký Luh.

## Historie
Stanice byla otevřena v roce 1900.
Z důvodu velké docházkové vzdálenosti od obce bylo rozhodnuto o vybudování nové zastávky v centru obce. Nová zastávka Velký Luh (původně se počítalo s názvem Velký Luh obec) byla vybudována v roce 2019. Nachází se přímo v obci vedle přejezdu P115. Z toho důvodu již bylo zbytné, aby vlaky zastavovaly ve staré stanici, a tak zde bylo zastavování vlaků zrušeno.[zdroj?]

## Popis
Ještě v roce 2002 měla dopravna dvě dopravní a jednou manipulační kolej. U budovy se nacházela manipulační kolej č. 3, následovaly dopravní koleje č. 1 a 2. Nástupiště bylo sypané o délce 35 m s úrovňovým přístupem po dřevěném přechodu přes kolej č. 3. Na lubském zhlaví pokračovala kolej č. 3 kusou kolejí č. 3a, u těchto kolejí byla vybudována rampa. Cestujícím byla k dispozici venkovní zastřešená část nádražní budovy. V obvodu dopravna se v km 11,837 nacházel přejezd zabezpečený výstražnými kříži.
Dosud[kdy?] se zde nachází nádražní budova, která ale není příliš udržována. Dříve se zde nacházely 2 koleje, posléze byla jedna odstraněna. Stanice se nachází prakticky mimo obec v lese, nedaleko rybníku Šmatovka.[zdroj?]